# Harlinger Aardewerk- en Tegelfabriek
De Harlinger Aardewerk- en Tegelfabriek is in 1972 opgericht door Henk en Maaike Oswald op de Voorstraat 84 te Harlingen in de Nederlandse provincie Friesland.
Dit na het ontdekken van een grote verborgen tegelcollectie in het door hun nieuw aangeschafte huis.

## Geschiedenis tegelgoed in Friesland
De Harlinger Aardewerk- en Tegelfabriek produceert ambachtelijk aardewerk en tegels op dezelfde wijze als de voorloper van de huidige fabriek sinds 1598, de Gleybackery van Steffen Gunter de Olde in de Raamstraat te Harlingen. De vondst van de ovenfundamenten van deze eerste fabriek, bij opgravingen in 1987, waarbij schotelgoed met het jaartal 1614 erop werd teruggevonden, laat de vroege productie in deze havenstad zien. Bijzonder bij deze vondst was het feit dat het hier het oudste gedateerde Friese majolica betreft.
Door de gunstige ligging aan zee, groeide Harlingen uit tot een belangrijke havenstad. Hierdoor werd ook het Harlinger aardewerk een belangrijk exportproduct. Mede doordat de grondstof, de klei, voor het oprapen lag, werd het Harlinger Aardewerk en Tegelgoed een begrip in de wereld. Een groot deel van de, zich nu nog in oude huizen boerderijen en musea in binnen en buitenland bevindende, antieke tegels is uit Harlingen afkomstig. Belangrijke werkplaatsen in Harlingen door de eeuwen heen waren onder andere:
| Pytter Grauda      | ± 1670      |
| Spannenburg        | 1728-1804   |
| Familie Feytema    | ± 1685-1781 |
| Familie Tjallingii | 1781-1910   |
| Familie Van Hulst  | 1850-1933   |

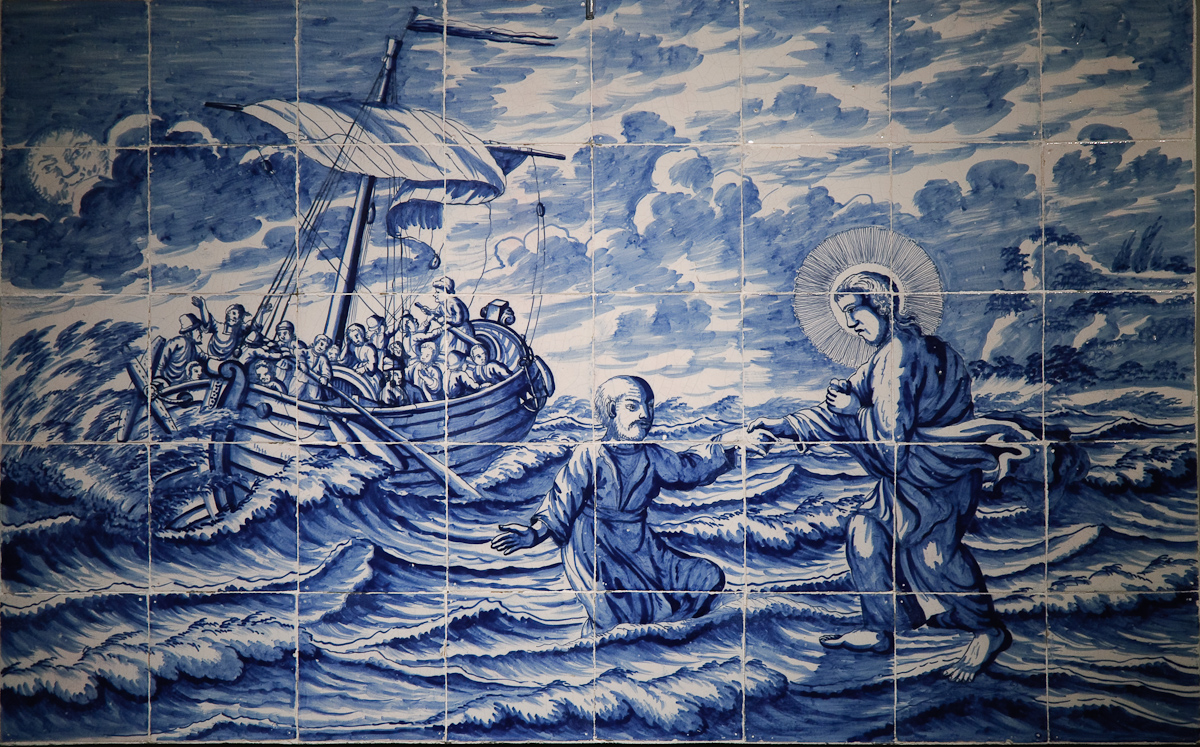
Tegeltableau door Dirk Danser in het Princessehof

Belangrijke schilders door de eeuwen heen waren
| Dirk Danser   | 1708-1770           |
| Pytter Ruurds | 1754-1800 en vooral |
| PaIs Karsten  | ± 1723 tot na 1775  |

Pals Karsten was werkzaam in de fabriek van de familie Spannenburg en werd beroemd door zijn zeer eigen prachtige stijl waar veel aandacht geschonken werd aan de detaillering van bloemen- en vooral scheepstableaus. De stijl van zijn hand vormt nog immer een niet aflatende inspiratiebron in de opleiding van de schilders van de Harlinger Aardewerk- en Tegelfabriek. Met de sluiting van de fabriek van de familie Van Hulst in 1933 en de daarmee gepaard gaande archiefvernietiging van 350 jaar, kwam er vooralsnog een einde aan de eeuwenlange traditie in Harlingen.

## Nieuwe fabriek
Met de aankoop van het pand op de Zoutsloot nr. 53 door Henk en Maaike Oswald wordt 40 jaar later, in 1972, de basis gelegd voor de wedergeboorte van het Harlinger Aardewerk en Tegelgoed. Tijdens de restauratie worden achter het behang en in de dichtgestorte kelders en waterputten talloze vondsten op majolicagebied gedaan, waardoor hun interesse wordt gewekt. Vervolgstudie in het 'Hannemahuis' leidt tot het archiveren van het historisch nog schaars aanwezige sponzen- en archiefmateriaal.
De samenwerking met de keramist Hubert de Haas (verantwoordelijk voor het reconstrueren van de historische receptuur) leidt in 1972 tot de oprichting van de 'Harlinger Aardewerk- en Tegelfabriek'. De manier waarop dit product gemaakt wordt is identiek aan die van de historische voorgangers, namelijk 100% handwerk. Het enige verschil van de producten van de familie Oswald met antieke aardewerk producten is de ouderdom. Door het handhaven van het eeuwenoude proces kunnen de nieuwe Harlinger tegels op dezelfde manier in de wand verwerkt worden, te weten: 'koud gezet' (praktisch zonder voeg).

## Fabricage

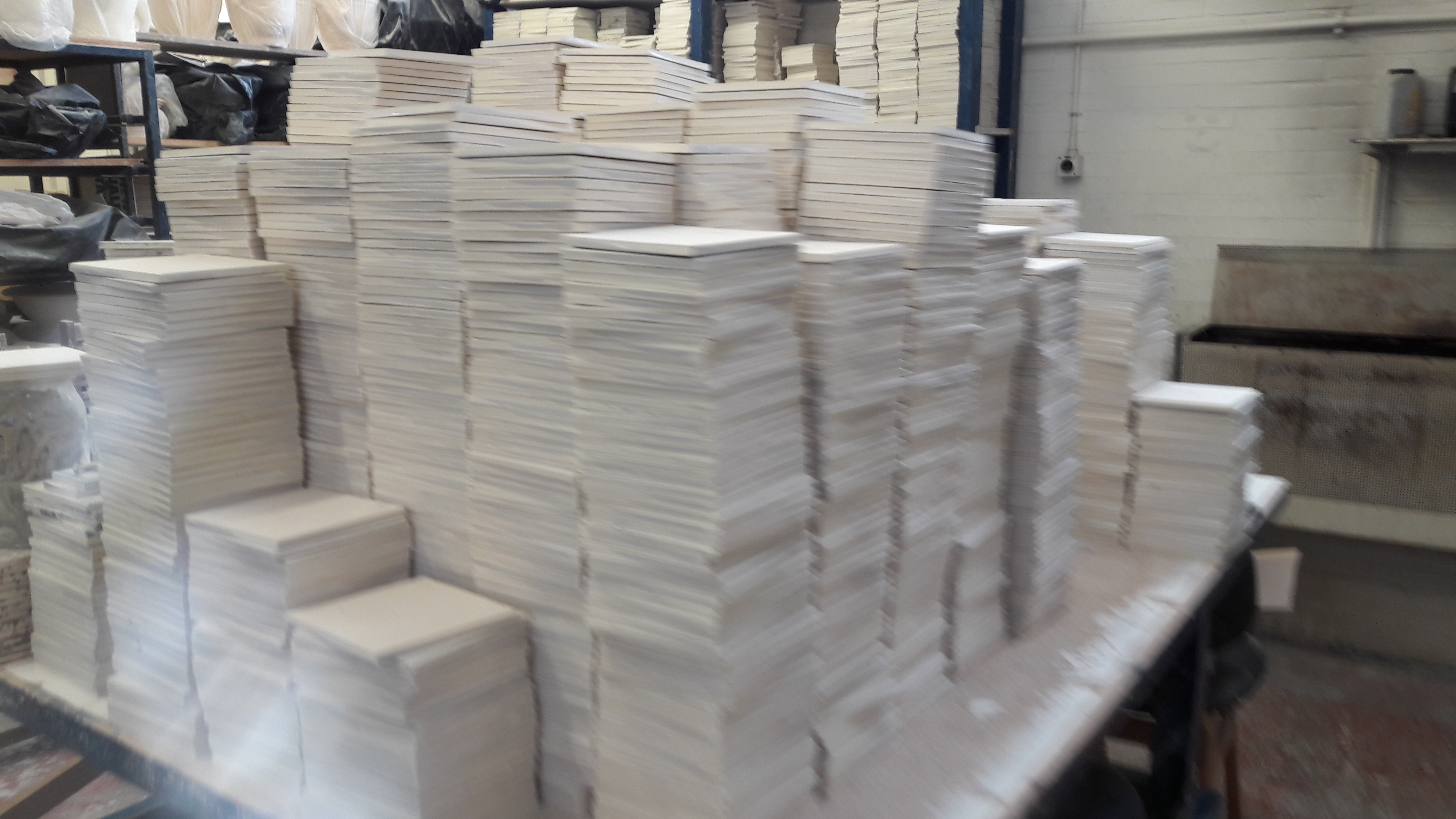
Een stapel onbewerkte tegels in de Harlinger Aardewerk- en Tegelfabriek

De klei wordt gezuiverd, met water vermengd, gekneed en in een vacuümpers ontdaan van lucht. Vervolgens wordt de zachte klei gerold tot een dikte van ± 8 mm. Deze gerolde "plakken" klei liggen 1 nacht te drogen en zijn de volgende dag in een 'Leerhardstadium' geschikt om tot tegel verwerkt te worden. De tegelmaker hanteert hierbij nog dezelfde gereedschappen als 400 jaar geleden, namelijk een mes en een houten mal met spijkertjes in de hoeken. De spijkertjes dienen om de tegel tijdens het op maat snijden op zijn plaats te houden. Naderhand zijn en blijven de afdrukken van het spijkertje als kleine puntjes in de glazuur zichtbaar. 

## Het schilderen
Na het drogen wordt de tegel voor de eerste keer gebakken (biscuit) en vervolgens met de hand overgoten met een dekkend tinglazuur, bereid naar receptuur uit de 16e en 17e eeuw. Na het glazuren volgt de laatste stap: het schilderen. Bij elk decor maakt de schilder gebruik van een spons. Een spons is een decortekening waarvan de contourlijnen fijn doorprikt zijn. Deze spons wordt op de nog vochtige glazuur gelegd en met behulp van een zakje houtskoolpoeder bestoven.
De nu zichtbare stippellijn is de enige ondersteuning voor de schilder. De stippellijn wordt met een dunne trekpenseel 'getrokken' waarna het decor ingevuld wordt met kleur.
De verven waarmee geschilderd wordt zijn in feite glazuren die op kleur gebracht worden door er een metaaloxide aan toe te voegen. Deze versmelten met de laag tinglazuur tijdens de 2e brand.
Ofschoon het raamwerk van het decor door de spons vastligt, blijft de stijl van de schilder herkenbaar. Invulling van bijvoorbeeld zee- en luchttaferelen bepalen het handschrift van de schilder en daarmee het unieke karakter van elk product. De hierboven beschreven techniek staat bekend als de majolica of faiencetechniek.
Dit is de aloude techniek van vormen en schilderen met kapmes en penseel die eeuwenlang in de Nederlanden werden toegepast en nu nog slechts zeer sporadisch gebruikt wordt.
De Harlinger Aardewerk- en Tegelfabriek houdt deze techniek volledig in ere.